# Григорий Синаит
Григо́рий Синаи́т (греч. Γρηγόριος ὁ Σιναΐτης; ок. 1268—1346) — православный святой, преподобный, возродил на Афоне практику Иисусовой молитвы.
Память о святом совершается 8 августа и в 1-ю неделю по Неделе Всех святых.

## Жизнеописание
Сведения о жизни святого Григория на русском языке имеются в двух редакциях его жития: в «Афонском патерике», где даётся перевод с греческого жития, написанного Никодимом Агиоритом (Святогорцем), и житие преподобного, описанное его учеником святым Каллистом, патриархом Константинопольским.
Родился Григорий в конце шестидесятых годов XIII столетия в селе Кукуле (Малая Азия) (по другим сведениям, в приморском поселении Клазомены около города Смирны). В молодости он был пленён османскими турками, напавшими на его родное село. Из плена его выкупили лаодикийские христиане, на которых произвело огромное впечатление исполнение церковных песнопений пленниками, отпущенными турками в храм, ближайший от военного лагеря.
В дальнейшем житие преподобного связывается с местами монашеских поселений: остров Кипр, гора Синай, Палестина, Критская пустынь, Афон, Парорийская пустынь (возле границы между Болгарией и Византией), снова Афон, Парория. Из этих мест особо следует отметить гору Синай и Афон. На Синае преподобный был пострижен в малую схиму. Здесь он вёл истинно подвижническую жизнь, за что и получил наименование Синаита. Самоотверженное послушание, смирение, пост, почти неусыпная молитва (иногда на вершине горы Синай, где Моисею Боговидцу открылся Господь), усердное чтение Священного Писания, ежедневная исповедь игумену всех своих греховных помыслов, монастырский труд, а в промежутках — переписывание священных книг с искусством каллиграфа.

## Творения
Григорий Синаит является одним из авторов известного сборника духовных поучений «Добротолюбие». К его наследию относятся наставления о внутренней жизни, 15 глав о безмолвии и 142 главы о заповедях. Святой известен также как автор духовных песен.

## Ученики преподобного Григория Синаита
- Григорий Палама[2]
- Каллист I Константинопольский[3]
- Феодосий Тырновский
- Роман Тырновский
- Иаков, митрополит Серский
- Роман Раванницкий
- Марк Клазоменский
- Григорий Молчаливый
- Аарон Слепец
- Климент Болгарин
- Афанасий Метеорский[4][5]
- Никодим Тисманский[6]
- Ромил Видинский
- Григорий Новый ктитор монастыря Григориат